# Тот, кто гасит свет
«Тот, кто га́сит свет» (рабочее название — «Госуда́рь») — российский драматический детективный художественный фильм по сюжету Олега Осипова «Тёмной водой», режиссёрский дебют Андрея Либенсона.
Слоган фильма — «Страх — всему государь».
Общероссийская премьера триллера состоялась 2 октября 2008 года.

## Сюжет
Второй месяц в Петербурге орудует серийный убийца. Каждую среду его жертвой становится девочка в возрасте от 9 до 12 лет. Невероятная жестокость маньяка погружает город в состояние беспредельного ужаса. Родители боятся отпускать детей на улицу без сопровождения. Пресса нагнетает атмосферу страха и истерии, критикует спецслужбы, не способные, по её мнению, поймать маньяка.
Ведущий это уголовное дело капитан милиции Пётр Моисеев издёрган постоянными поисками, его нервы на пределе, он не общается со своей семьёй, полностью погрузившись в расследование.
Цепь необъяснимых убийств приводит Петра в провинциальный Светлогорск. Чтобы докопаться до истины и найти маньяка, капитан Моисеев должен разгадать тайны этого маленького городка. Пока ведётся расследование, убийца даёт понять Петру, что он — рядом, и в ближайшую среду собирается принести в жертву ещё одну девочку. Капитану Моисееву предстоит не только поймать маньяка, но и преодолеть свой собственный страх…

## В ролях
| Актёр                     | Роль                                                                                         |
| ------------------------- | -------------------------------------------------------------------------------------------- |
| Алексей Гуськов           | Пётр Михайлович Моисеев, следователь прокуратуры, капитан милиции                            |
| Екатерина Вилкова         | Анна, старшая сестра убитой девочки, дочь Фёдорова                                           |
| Артур Смольянинов         | Александр Орлов, лейтенант милиции                                                           |
| Алексей Горбунов          | Алексей Степанович Саутин, майор милиции                                                     |
| Андрей Смоляков           | Николай Фёдоров, отец убитой девочки                                                         |
| Екатерина Редникова       | полковник Ирина Петровна Кострова, следователь по особо важным делам Генеральной прокуратуры |
| Юрий Ицков                | Сергей Заславский, маньяк-имитатор                                                           |
| Иван Кокорин              | Иван, помощник Петра                                                                         |
| Андрей Зибров             | Игорь Страхов, художник-инвалид                                                              |
| Марина Солопченко         | Ольга, мать убитой девочки                                                                   |
| Сергей Гармаш             | Василенко, отец последней убитой девочки                                                     |
| Ольга Онищенко            | Вера                                                                                         |
| Сергей Андрейчук          | следователь                                                                                  |
| Мария Кузнецова           | директор школы                                                                               |
| Андрей Дежонов (Анисимов) | милиционер                                                                                   |
| Василий Щипицын           | милиционер                                                                                   |

## Производство
Фильм снимался под рабочим названием «Государь».
Съёмки проходили в городах Ленинградской области, в основном — в Кировске.
Для финальной сцены, в которой автомобиль с людьми уходит под лёд, был построен большой бассейн на Волховской ГЭС, а трюки выполняла команда петербургских каскадеров во главе с Олегом Корытиным.

## Выход на экран
С 7 по 19 июня 2008 года фильм принимал участие в конкурсной программе XIX Открытого российского кинофестиваля «Кинотавр» в Сочи, с 21 августа по 1 сентября 2008 года — в программе Монреальского международного кинофестиваля (Канада). Также кинокартина демонстрировалась на «Днях российского кино» в Берлине и Париже.
2 октября 2008 года фильм вышел в общероссийский прокат. Премьера на телевидении состоялась 20 марта 2009 года на канале НТВ.